# Konglish
Konglish (tiếng Hàn Quốc: 콩글리시 Kong-geullisi; Hangul: 한국어식 영어; Hanja: 韓國語式英語 Hàn Quốc ngữ thức Anh ngữ) là một cụm từ đề cập đến việc sử dụng các từ tiếng Anh hoặc từ Hàn-kiểu-Anh trong việc nói và viết tiếng Hàn Quốc. Konglish thường là sự kết hợp giữa các từ tiếng Anh/tiếng Hàn Quốc để tạo thành một từ mới (ví dụ, Officetel 오피스텔 = Office + Hotel); kiểu sử dụng này không được dùng ở các nước nói tiếng Anh bản xứ. Các lỗi về ngữ pháp và từ vựng thường gặp của người Hàn Quốc khi học tiếng Anh cũng có thể xem như là Konglish. Konglish tương đồng như Wasei-eigo ở Nhật Bản.

## Tổng quan
Một lời giải thích khả dĩ đằng sau việc Hàn Quốc chấp nhận và hội nhập nhanh chóng tiếng Anh vào ngôn ngữ và văn hóa Hàn Quốc có thể nằm ở thái độ tổng thể của Hàn Quốc đối với toàn cầu hóa. Việc học tiếng Anh đã trở nên phổ biến trong xã hội Hàn Quốc, mà Park, trong bài báo năm 2009 của mình, cho rằng ba sự phát triển và phẩm chất chính - nhu cầu cần thiết, sự bên ngoài và sự tự ti. Park tin rằng nhu cầu bắt nguồn từ niềm tin chung của người Hàn Quốc rằng học tiếng Anh là điều bắt buộc để thành công trong thế giới toàn cầu hóa, trong khi ngoại ngữ hóa đề cập đến việc coi tiếng Anh là ngôn ngữ của cái gọi là "khác", đối lập với bản sắc Hàn Quốc. Cuối cùng, sự tự ti đề cập đến niềm tin của Park rằng người Hàn Quốc nghĩ rằng họ bị thế giới xem là không có năng lực trong việc sử dụng tiếng Anh.
Ngôn ngữ tiếng Anh đã trở nên xen lẫn vào ngôn ngữ Hàn Quốc đến mức tiếng Anh chiếm hơn 90% các từ vựng trong từ điển tiếng Hàn ngày nay và tiếp tục có các cuộc tranh luận giữa các nhà ngôn ngữ học Hàn Quốc về việc liệu có nên thiết lập ngôn ngữ quốc gia của Hàn Quốc là tiếng Anh hay không sẽ là một quyết định thận trọng trong thế giới toàn cầu hóa. Trên thực tế, Harkness cho rằng sự phát triển này trong xã hội Hàn Quốc là một dấu hiệu của sự tương đồng của Hàn Quốc đối với sự tham gia của họ với phần còn lại của thế giới ở một mức độ nào đó.
Tuy nhiên, ngược lại, Triều Tiên đã trải qua quá trình thanh lọc ngôn ngữ một cách có hệ thống, loại bỏ sự phụ thuộc vào ảnh hưởng của nước ngoài. Trên thực tế, ngôn ngữ không chỉ được coi là một công cụ hữu ích để tiếp tục tuyên truyền, mà còn là một 'vũ khí' để củng cố hệ tư tưởng và công cuộc "xây dựng chủ nghĩa xã hội". Ngày nay, ngôn ngữ Bắc Triều Tiên, được chính thức xây dựng là "Munhwaŏ" hay "ngôn ngữ văn hóa" vào năm 1966, bao gồm các từ vựng Hán-Hàn được nhập và loại bỏ các từ vay mượn nước ngoài khỏi từ vựng Bắc Triều Tiên. Những bước này đầu tiên bao gồm quá trình phi thực dân hóa nhằm cố gắng thiết lập lại bản sắc "Bắc Triều Tiên" độc đáo, xóa bỏ ngôn ngữ và văn hóa Nhật Bản đã thâm nhập sâu vào bán đảo Triều Tiên trong nhiều thập kỷ bị Nhật Bản thôn tính. Ngoài ra, điều đó tiếp tục chống lại việc sử dụng các từ vay mượn từ các nguồn nước ngoài, đặc biệt là khi nói đến tiếng Anh - do đó, hầu như không có, nếu có, là thuật ngữ "Konglish" trong tiếng Bắc Triều Tiên.

## Lịch sử
Hàn Quốc trở thành thuộc địa của Nhật Bản từ năm 1910 đến năm 1945. Trong thời kỳ thuộc địa, tiếng Nhật là ngôn ngữ giao tiếp chính của người Hàn Quốc. Trong khi đó, nguồn gốc của từ mượn tiếng Nhật từ thời đó. Khi người Nhật tích cực du nhập văn hóa và công nghệ phương Tây trong những năm đó, những từ vựng tiếng Anh sớm nhất đã phát triển dần dần thông qua tiếng Nhật. Ví dụ, một trong những từ nổi tiếng là "커피" được thay đổi từ cà phê. Sau Chiến tranh thế giới thứ hai, văn hóa và ngôn ngữ Mỹ có ảnh hưởng sâu rộng hơn đến người Hàn Quốc với sự xuất hiện của quân đội Mỹ. Mức độ phổ biến của tiếng Anh trong tiếng Hàn cũng tăng lên. Theo số liệu vào thời điểm đó, có tới 10% từ vựng tiếng Hàn do tiếng Anh bắt nguồn và thay đổi. Do đó, Konglish đã được thông qua với mức độ sử dụng ngày càng tăng trong suốt 60 năm Hoa Kỳ chiếm đóng Hàn Quốc.

## Danh mục
Konglish tương đối ít được nghiên cứu và định nghĩa cũng khác nhau giữa các cá nhân. Tuy nhiên, một số chuyên gia sẽ đồng ý rằng sự hình thành của nó song song với sự hình thành của pidgins và creoles, nhưng không thể được định nghĩa là những danh mục đó vì nó chưa phải là danh mục riêng của tiếng Anh, mà là một danh mục phụ của tiếng Hàn được khái niệm dưới dạng tiếng Anh từ và cụm từ tích hợp với tiếng Hàn.
Mặc dù Konglish không rõ ràng trong phạm trù ngôn ngữ học của nó, nó tương tự như định nghĩa về "New Englishes" của Platt, được phân biệt với các dạng sai lầm hoặc tạm thời của tiếng Anh. Konglish phù hợp với các tiêu chuẩn của "New Englishes": được phát triển thông qua hệ thống giáo dục, được phát triển trong một khu vực mà tiếng Anh không phải là ngôn ngữ mẹ đẻ của hầu hết dân số, được sử dụng cho một loạt các chức năng giữa những người nói và có đã được bản địa hóa bằng cách áp dụng một số đặc điểm ngôn ngữ của riêng nó như các mẫu ngữ điệu và biểu thức.

## Các phần
Nhiều người Hàn Quốc nhập cư vào Hoa Kỳ và học tiếng Anh có sự khác biệt rõ rệt giữa tiếng Hàn và tiếng Anh, đặc biệt là trong giai đoạn đầu tiếp thu. Một lý do khiến điều này xảy ra như vậy là do sự khác biệt giữa các ngôn ngữ tiếng Anh và tiếng Hàn, ảnh hưởng đến các đặc điểm âm thanh và khớp của ngôn ngữ. Tiếng Anh Mỹ thường được mô tả là có các biến thể "tối", liên quan đến cử chỉ tiếp xúc chân răng chính cũng như cử chỉ rút lưng phụ. Trong hầu hết các trường hợp, tiếng Anh ở Mỹ được nói với rất ít tiếp xúc phía trước trong miệng, và thay vào đó, sử dụng vùng trên hầu thu hẹp với mặt sau của lưỡi rút lại. Mặt khác, âm thanh bên Hàn Quốc được coi là "nhẹ" về đặc điểm âm học và khớp nối. Hai cử chỉ tạo nên dáng bên của người Hàn Quốc bao gồm khép đầu lưỡi và ngữ âm Palatalization, liên quan đến việc nâng thân lưỡi.
Theo Mô hình học qua giọng nói (Speech Learning Model), việc học ngôn ngữ thứ hai sẽ dễ dàng hơn trong các giai đoạn tiếp thu sau này đối với các từ bên khác biệt hơn so với tương tự vì người ta có thể nhận ra sự khác biệt trong âm thanh giọng nói rõ ràng hơn. Điều này đúng đối với người Hàn Quốc học tiếng Anh, vì họ sử dụng các hình dạng lưỡi có khớp rõ ràng, sử dụng phần thân lưỡi thấp và phần lưng của lưỡi thu lại nhiều cho phần cuối từ tiếng Anh của họ, tương tự như người nói tiếng Anh bản xứ.
Trong các từ vay mượn được sử dụng trong Konglish, chữ viết bên màu tối của tiếng Anh thường được ánh xạ vào các từ vay mà người Hàn Quốc sử dụng, cho thấy rằng người Hàn Quốc xem các từ vay này tách biệt với tiếng Hàn thuần túy, mặc dù nó được sử dụng trong cuộc sống hàng ngày.

## Chỉ trích
Sử dụng sáng tạo ngôn ngữ tiếng Anh của người Hàn Quốc học tiếng Anh như một ngoại ngữ cũng được gọi là Konglish. Sử dụng các từ tiếng Anh trong cuộc trò chuyện hàng ngày, quảng cáo và giải trí được coi là hợp thời. Tuy nhiên, việc sử dụng này thường có thể dẫn đến hiểu lầm do các vấn đề về phát âm, ngữ pháp hoặc từ vựng.
Việc sử dụng Konglish hiện đại đã tạo ra sự phân chia ngôn ngữ giữa Triều Tiên và Hàn Quốc. Những người đào tẩu khỏi Bắc Triều Tiên có thể gặp khó khăn khi hòa nhập vào xã hội Hàn Quốc vì phần lớn tiếng Konglish được sử dụng ở đó không được sử dụng ở Triều Tiên. Điều này có thể dẫn đến sự nhầm lẫn, hiểu lầm và chậm hòa nhập vào xã hội. Đây không phải là nguyên nhân duy nhất gây ra sự chia rẽ ngôn ngữ giữa hai quốc gia vì một số từ tiếng Hàn cũng được sử dụng khác nhau giữa hai quốc gia. Trong khi các vấn đề về Konglish tồn tại giữa miền Bắc và miền Nam, chúng cũng tồn tại giữa đô thị và nông thôn. Ahn Jung-hyo, một dịch giả tiếng Anh sang tiếng Hàn là tác giả của "A False English Dictionary", được chú ý khi nói rằng việc sử dụng Konglish không đúng cách ở các quốc gia khác có thể mang lại sự xấu hổ cho Hàn Quốc. Tuy nhiên, John Huer, một người phụ trách chuyên mục của Korea Times, đã ghi nhận việc sử dụng Konglish là một trong "10 điều tuyệt vời nhất về Hàn Quốc" của ông. Anh cảm thấy nó vừa sáng tạo vừa thông minh. Sau bài báo đó, Huer đã chỉ trích người Hàn Quốc vì tiếng Anh không tốt và sử dụng từ vay không đúng cách. Việc sử dụng Konglish hiện đại thậm chí có thể được coi là nghệ thuật, nhưng có sự khác biệt giữa cách sử dụng văn hóa của một từ như "Fighting!" và ngữ pháp và từ vựng tồi được thấy trên các biển báo, gói hàng và truyền hình trên khắp Hàn Quốc. Sebastian Harrisan đã gợi ý rằng việc gọi những thứ như vậy là Konglish che đậy vấn đề đối với giáo dục tiếng Anh ở Hàn Quốc. Chính phủ Hàn Quốc đã bị các nhóm công dân chỉ trích vì họ sử dụng Konglish trong các khẩu hiệu và tập trung quá nhiều vào giáo dục tiếng Anh. Họ cảm thấy rằng việc tập trung nhiều vào tiếng Anh sẽ làm hỏng tiếng Hàn và không có lợi cho khả năng cạnh tranh quốc tế. Ngược lại, Jasper Kim, giáo sư luật tại Đại học Ewha Womans, đã viết rằng Konglish là cần thiết trong bối cảnh toàn cầu và việc tuân thủ nghiêm ngặt các quy tắc ngữ pháp sẽ không ảnh hưởng đến việc truyền tải thông điệp.
Sự phổ biến của Konglish trong tiếng Hàn được coi là một lý do để người Hàn Quốc tăng cường tiếp xúc với người nói tiếng Anh bản ngữ, đặc biệt là trong thời gian học tập của họ. Người Hàn Quốc hướng dẫn người khác có thể dẫn đến lỗi ngôn ngữ. Việc lập kế hoạch kém trong hệ thống giáo dục có thể dẫn đến việc các giáo viên Hàn Quốc không đủ tiêu chuẩn được chọn dạy tiếng Anh mà không có hoặc ít thời gian chuẩn bị. Những giáo viên này sẽ sử dụng Konglish trong lớp học. Ngay cả những giáo viên chuẩn bị cũng có thể sử dụng tài liệu chính thức có nhiều lỗi và Konglish. Điều này có thể tạo ra cảm giác bối rối đối với việc học tiếng Anh đúng cấu trúc và kỹ thuật. Học sinh nhìn vào giáo viên như một tấm gương và nếu giáo viên mắc lỗi, những điều này sẽ được chuyển cho họ. Vấn đề về Konglish tồi tệ đã được nêu ra liên quan đến du lịch. Có một lo ngại rằng tiếng Anh kém trên bảng hiệu, tài liệu quảng cáo, trang web hoặc trên các phương tiện truyền thông khác có thể khiến khách du lịch tìm đến một điểm đến khác. Đây là mối quan tâm không chỉ ở những địa điểm nhỏ hoặc xa, mà ngay cả những địa điểm quốc tế lớn như Sân bay quốc tế Incheon. Khi sân bay mới mở cửa cho hoạt động kinh doanh, hơn 49 biển báo đã bị phát hiện có lỗi tiếng Anh. Ngoài việc giữ chân khách du lịch, việc sử dụng Konglish có thể dẫn đến việc phá vỡ các giao dịch kinh doanh. Những hiểu lầm có thể khiến đối tác kinh doanh nước ngoài mất niềm tin vào một công ty Hàn Quốc. Năm 2010, một cuộc thăm dò cho thấy 44% chính quyền địa phương ở Hàn Quốc sử dụng cụm từ tiếng Anh trong khẩu hiệu tiếp thị của họ. Các khẩu hiệu vào thời điểm đó bao gồm: Lucky Dongjak, Dynamic Busan, Yes Gumi, Colorful Daegu, Ulsan for You, Happy Suwon, New Start! Yesan, Super Pyeongtaek, Hi-Touch Gongju, Nice Jecheon và Just Sangju.
Cũng đã có những cuộc tranh luận về việc liệu việc sử dụng tiếng Anh như một ngôn ngữ quốc gia khác ở Hàn Quốc có gây hại cho đất nước hay không vì nó có thể mang lại sự hủy hoại bản sắc dân tộc của Hàn Quốc. Để hiểu được tầm quan trọng của việc học tiếng Anh đối với chủ nghĩa toàn cầu cũng như bảo vệ ngôn ngữ và bản sắc riêng của Hàn Quốc, nhiều cơ sở giáo dục Hàn Quốc đã khuyến khích chính phủ áp dụng tiếng Anh như một ngôn ngữ công cộng thay vì một ngôn ngữ chính thức để linh hoạt văn hóa và làm quen với tiếng Anh.